# Molophilus (Molophilus) exeches
Molophilus (Molophilus) exeches is een tweevleugelige uit de familie steltmuggen (Limoniidae). De soort komt voor in het Afrotropisch gebied.